# زول (شهر اتریش)
زول (به آلمانی: Söll) یک منطقهٔ مسکونی در اتریش است که در ناحیه کوفستاین واقع شده‌است. زول ۴۵٫۹۳ کیلومتر مربع مساحت دارد ۷۰۳ متر بالاتر از سطح دریا واقع شده‌است.